# Rebeka Masarova
Rebeka Masarova (slovakisk: Rebeka Masárová, født 6. august 1999 i Basel, Schweiz) er en professionel tennisspiller fra Spanien, som indtil 2018 repræsenterede sit fødeland, Schweiz.